# Egna
Egna, németül: Neumarkt, település Olaszországban, Bolzano autonóm megyében. Lakosainak száma 5460 fő (2023. január 1.). Egna Caldaro sulla Strada del Vino, Cortaccia sulla Strada del Vino, Montagna, Salorno, Cortina sulla Strada del Vino, Magrè sulla Strada del Vino és Termeno sulla Strada del Vino községekkel határos.

## Népesség
A település népességének változása:
| Lakosok száma | 5257 | 5278 | 5460 |
|               | 2017 | 2018 | 2023 |